# Erigeron koraginensis
Erigeron koraginensis là một loài thực vật có hoa trong họ Cúc. Loài này được (Kom.) Botsch. mô tả khoa học đầu tiên năm 1954.